# 印级茶
印级茶，是指1956年至1972年期间中国云南生产的一类普洱茶总称。其特点为普洱茶包装上的“茶”字以不同颜色的手工盖印为标志，而随着生产单位与茶品性质不同，其口感与市场价格也有明显差异。其中包括中国茶叶公司云南省公司生产的第一批八中茶商标茶饼（红印、甲乙级蓝印等）；勐海茶厂在1957年后生产的印级茶；以及1970年代中国土产畜产进出口公司云南省分公司生产的七子黄印、中茶简体字、73青饼（小绿印）、雪印等茶品。
1972年，中国茶叶公司云南省公司更为中国土产畜产进出口公司云南省茶叶公司，“中茶牌园茶”更名为“云南七子饼”，正宗的印级茶停止生产。

## 品种

### 红印
红印，是指中国茶叶公司云南省公司生产的八中茶，其“茶”字为红色印刷，整个外包装均为红色，为印级茶中市场价格最高的茶品。其使用勐海大叶种为主的古树茶青，香味口感厚重。其包装应为1950年代后期的薄油纸包装，而无光粗面锦纸包装则为1970年代后期重新包装（或是后期茶品）。
其中有一类无纸红印，是指红印八中茶销售到香港后，受到香港早年仓储与销售习惯影响，将包装纸剥除以储存销售。

### 甲级蓝印、乙级蓝印
1950年代末期，中国茶叶公司云南省公司生产出一批茶品，外包装“八中茶”中的“茶”字为绿色印刷，下端有印刷“甲级”、“乙级”字样，之后人工盖印蓝色方印，称为“甲级蓝印”、“乙级蓝印”。其使用的茶青仍以勐海大叶茶为主，但较红印比较细，口感不如红印、价格也相对便宜。

### 大字绿印
大字绿印，是与甲乙蓝印包装相同，但没有印刷上甲级乙级，也没有人工蓝印。其口感与蓝印、绿印接近。

### 蓝印铁饼\绿印铁饼
有一批普洱茶铁饼外包装与内飞茶字均为蓝色印刷，被称为“蓝印铁饼”；又因包装印刷版本与“小字绿印”相同，也被称为“绿印铁饼”。其市场版本有十余种，口感差异明显，也受到较大争议。

### 红散
1990年后，台湾普洱茶文化兴起，许多普洱茶茶商到香港购买老茶。介于香港回归因素，一些香港仓储急于出清手中普洱，很多台湾商人将散装成袋的普洱运至台湾，其茶叶以古董茶（号字茶）、印级茶与早期七子饼拼装，坊间称为“红散”。